# ترشی گردو
ترشی گردو یا گردوترشی یکی از ترشی‌های سنتی استان همدان است. مواد این ترشی را گردوی مغز نگرفته، برگه زردآلو، تمبر هندی، جوز هندی، سرکه، فلفل، نمک و ادویه مخصوص تشکیل می‌دهد.